# 谷本政一
谷本 政一（たにもと まさかず、1904年（明治37年）6月28日 - 没年不明）は、日本の海軍軍人、陸上自衛官、実業家。最終階級は海軍中佐（帝国海軍）、陸将補（陸自）。
陸上自衛隊武器学校初代校長。東急車輛製造元取締役・大宮工場長。東邦特殊自動車工業（現・新明和工業）元常務取締役。
光海軍工廠建設の中心人物であり、同廠活動の基礎を築いた話は有名。香川県高松市・東京都目黒区元在住。
長女は評論家・ジャーナリストの有馬真喜子。

## 経歴
香川県香川郡檀紙村（現・高松市檀紙）出身（神奈川県出身と記載された文献あり）。1924年（大正13年）、海軍機関学校（33期）を卒業。以来30有余年を武官ひとすじに生き抜いた。1943年（昭和18年）6月1日、海軍中佐に進み、海軍航空本部部員海軍省人事局局員、兼軍需省軍需官として勤務中に終戦を迎えた。
戦後は、1951年（昭和26年）警察予備隊に入り、1952年（昭和27年）から1953年（昭和28年）まで武器学校長を務める。1953年（昭和28年）防衛庁陸上自衛隊需品補給処長、1955年（昭和30年）同武器補給処長を歴任。1956年（昭和31年）陸将補にあげられた。
その後、1961年（昭和36年）に東邦特殊自動車工業の常務となり、陸将補から実業界に入った異色の業界人として注目される。
1964年（昭和39年）1月、東急車輛製造取締役・大宮工場長に就任。1968年（昭和43年）1月、同職を退任。

## 人物
趣味は狩猟とゴルフ。妻・清子（1908年生）との間に3男4女の子供がいる。その内、長女の有馬真喜子（1933年生）は津田塾大学を卒業後、朝日新聞本社に勤務した（同社女性初の記者）。長男の政知（1935年生）は早稲田大学を卒業後、三菱重工業に勤務した。随筆家の谷本真由美は、いすゞ自動車の技術者であった三男・政則（1943年生、東京理科大学卒）の長女にあたる。

## 性格
軍権が華やかだった時代を通りながらも、失われなかった谷本の「寛仁大度」の人柄について『現代人物史』（実業之世界社編）では以下のように記述されている。